# Challenge Jean Bouin
El Challenge Jean Bouin era una competició de rugbi a 15 francesa jugada a un sol partit i que oposava cada any els perdedors de les semi-finals del Campionat de França.
La «petite finale» del Campionat de França, jugada entre els anys 1985 i 1994, era organitzada pel CASG Paris a l'Estadi Jean-Bouin de París, situat a pocs metres del Parc dels Prínceps, que era el lloc on es jugava la «gran» final.
Finalment, la fusió de les seccions de rugbi del Paris Jean-Bouin-CASG i de l'Stade français l'any 1995, va posar fi a l'organització d'aquesta competició.

## Palmarès
- 1985: AS Montferrand - FC Lourdes
- 1986: RC Toulon - SC Graulhet
- 1987: SU Agen - Stade toulousain
- 1988: RC Narbonne guanya al RC Toulon
- 1989: SU Agen guanya al RC Narbonne
- 1990: Stade toulousain - AS Montferrand
- 1991: AS Béziers - Racing club de France
- 1992: Castres olympique - FC Grenoble
- 1993: SU Agen - RC Toulon
- 1994: US Dax - FC Grenoble